# جزيرة إيليس

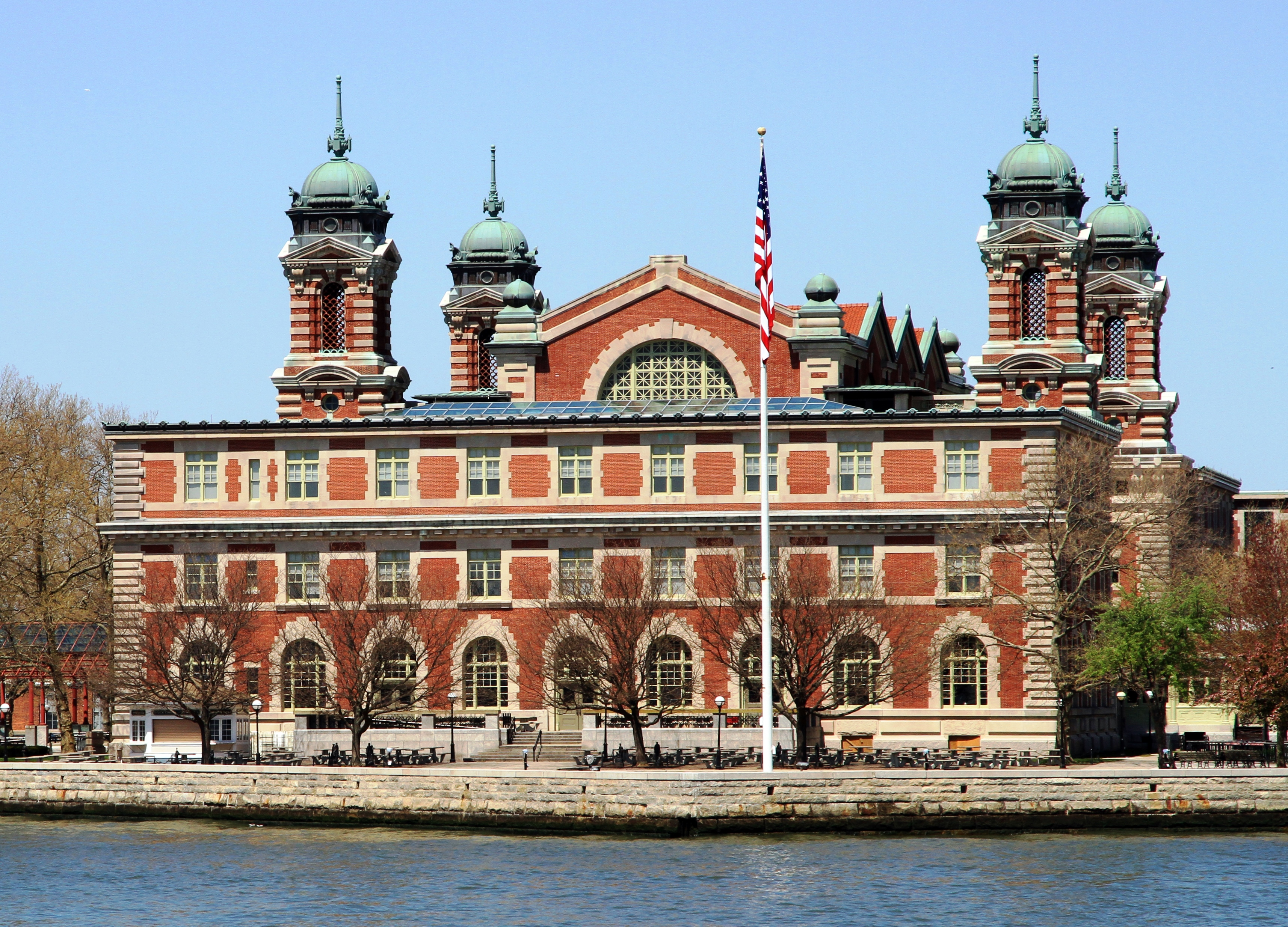
المبنى الرئيسي للجزيرة

جزيرة إيليس (بالإنجليزية: Ellis Island)‏ هي جزيرة تقع في خليج نيويورك العلوي، في ميناء نيويورك في الولايات المتحدة، كانت تعتبر البوابة لملايين المهاجرين إلى الولايات المتحدة، وذلك من سنة 1882 إلى سنة 1954، حيث استقبلت الكثير من الجاليات المهاجرة خصوصاً من الإيطاليين والإيرلنديين.
ونظراً لارتباط تاريخ هذه الجزيرة بالهجرة والتي تعتبر عاملاً مهماً في تشكيل الأمة الأمريكية فقد تم بناء متحف الهجرة على هذه الجزيرة.
للوصول إل هذه الجزيرة من نيويورك نستطيع أخذ القوارب الذاهبة إلى جزيرة الحرية والتي بدورها تعرّج على على جزيرة إيليس بعد توقف في جزيرة الحرية حيث يوجد تمثال الحرية.